# Hugh Jones
Hugh Jones (1 november 1955) is een Britse voormalige atleet, die gespecialiseerd was in lange afstanden. Hij won o.m. veertien marathons en nam eenmaal deel aan de Olympische Spelen.

## Loopbaan
Jones won o.a. de marathon van Londen, City-Pier-City Loop en drie Britse kampioenschappen op de marathon. Ook nam hij deel aan de Olympische Spelen in 1984.

## Kampioenschappen
| Discipline | Titel          | Jaren            |
| ---------- | -------------- | ---------------- |
| Marathon   | Brits Kampioen | 1981, 1986, 1987 |

## Persoonlijke Records
| Discipline     | Prestatie | Datum          | Plaats    |
| -------------- | --------- | -------------- | --------- |
| 10 mijl        | 47.15     | 8 oktober 1989 | Zaandam   |
| halve marathon | 1:01.26   | 27 maart 1982  | Den Haag  |
| 25 km          | 1:14.19   | 10 april 1982  | Paderborn |
| marathon       | 2:09.24   | 9 mei 1982     | Londen    |

## Palmares[1]

### 14 km
- 1985:  City2Surf - 41.48

### 10 mijl
- 1982:  Grand Prix von Bern - 48.36
- 1983: 9e Grand Prix von Bern - 48.41
- 1987: 4e Antwerp 10 miles - 47.37
- 1987: 8e Dam tot Damloop - 47.44
- 1989: 8e  Dam tot Damloop - 47.15

### Halve marathon
- 1982:  City-Pier-City Loop - 1:01.06
- 1986: 8e Great North Run - 1:03.18
- 1992:  Halve marathon van Reykjavik - 1:06.43
- 1993:  Halve marathon van Reykjavik - 1:05.46
- 1994:  Halve marathon van Reykjavik - 1:07.14
- 1994:  Halve marathon van Windsor - 1:07.37
- 1995:  Halve marathon van Windsor - 1:09.01

### 25 km
- 1982:  Paderborner Osterlauf - 1:14.19

### Marathon
- 1981:  Britse kamp. - 2:14.07
- 1981:  marathon van Oslo - 2:13.06
- 1981:  marathon van New York - 2:11.00
- 1982:  marathon van Tokio - 2:10.41
- 1982:  marathon van Londen - 2:09.24
- 1983:  marathon van Stockholm - 2:11.37
- 1983: 8e WK in Helsinki - 2:11.15
- 1983:  marathon van Chicago - 2:09.45
- 1984: 5e marathon van Los Angeles - 2:11.54
- 1984: 12e OS in Los Angeles - 2:13.57
- 1985:  marathon van Peking - 2:10.36
- 1986:  marathon van Londen - 2:11.42 ( Britse kamp.)
- 1986: 5e EK in Stuttgart - 2:11.49
- 1987:  marathon van Londen - 2:10.11 ( Britse kamp.)
- 1987: 5e WK in Rome - 2:12.54
- 1987: 9e marathon van New York - 2:14.05
- 1988:  marathon van Hongkong - 2:23.55
- 1988: 4e marathon van Londen - 2:11.08 ( Britse kamp.)
- 1990:  Run Barbados - 2:23.21
- 1991: 20e marathon van Londen - 2:12.46
- 1991:  Internationale vredesmarathon van Moskou - 2:14.52
- 1991:  Run Barbados - 2:22.33
- 1992: 9e marathon van Tokio - 2:13.57
- 1992:  marathon van Stockholm - 2:15.58
- 1992: 5e marathon van Peking - 2:14.32
- 1992:  Run Barbados - 2:23.09
- 1993:  marathon van Malta - 2:19.30
- 1993: 15e marathon van Londen - 2:16.35
- 1993:  marathon van Stockholm - 2:17.29
- 1993:  Run Barbados - 2:24.10
- 1994:  marathon van Graz - 2:17.59
- 1994:  Run Barbados - 2:27.36
- 1995:  marathon van Reykjavik - 2:29.26
- 1996:  marathon van Reykjavik - 2:24.16
- 1996:  Run Barbados - 2:29.32
- 1997:  marathon van Reykjavik - 2:27.09

### Veldlopen
- 1980: 40e WK in Parijs (12,58 km) - 38.17
- 1982: 11e WK in Rome - 34.21